# Bovenstreek (Winschoten)
Bovenstreek is een gehucht in de gemeente Oldambt in de Nederlandse provincie Groningen. Het ligt ten zuiden van de stad Winschoten, iets ten westen van de weg van Winschoten naar Oude Pekela (Zuiderveen of N972) en iets ten zuiden van het Winschoterbos. Het bestaat uit twee boerderijen, die elk door een oprijlaan met de weg zijn verbonden. Rond 1900 stonden hier nog 3 huizen, maar deze zijn sindsdien gesloopt.
Stad: Winschoten

Dorpen: Bad Nieuweschans · Beerta · Blauwestad · Drieborg · Eexta · Finsterwolde · Heiligerlee · Midwolda · Nieuw-Beerta · Nieuwolda · Nieuw-Scheemda · Oostwold · Scheemda · 't Waar · Westerlee

Buurtschappen (en voormalige buurtschappen): Beersterhoogen · Bellingwolderzijl · Bikkershorn · Booneschans · Bovenburen · Bovenstreek (Westerlee) · Bovenstreek (Winschoten) · De Kamp · De Dellen · Eextahaven · Egypterdijk · Ekamp · Finsterwolderhamrik · Ganzedijk · De Garsten ·  Goldhoorn · Hamdijk · Hardenberg · Hongerige Wolf · Kloostergare · Kopaf · Kostverloren · Kromme-Elleboog · Kroonpolder · Lutje Loug · Meerland · Munnekeveen · Napels · Niesoord · Nieuwe Statenzijl · Nieuwolda-Oost · Polderdwarsweg ·  (Winschoter) Oostereinde · Oostwolderhamrik · Oostwolderpolder · Oudedijk · Oudekerk · Oude Statenzijl · Oudezijl · Reiderwolderpolder · Scheemdermeer · Scheemderzwaag · Scheveklap · Sint-Vitusholt (of Achterholt) · Stadspolder · Stoksterhorn · Tranendal · Tutjeshut · Ulsda · Veenhuizen · Westeind · Winschoterhogebrug · Winschoterzijl · Zandhoogte · Zuiderveen 

Voormalige gemeenten: Reiderland · Scheemda · Winschoten

Groningen: Steden en dorpen      Nederland: Provincies · Gemeenten